# Chenopodium tkalcsicsii
Chenopodium tkalcsicsii là loài thực vật có hoa thuộc họ Dền. Loài này được H.Melzer mô tả khoa học đầu tiên năm 1987.